# 425고지 전투
425고지 전투는 6.25 사변 도중 1953년 7월 20일부터 휴전협정 조인까지 425/406고지에서 대한민국 국군 제7사단 8연대 1대대가 중공군 제135사단과 맞붙은 전투이며, 대한민국 국군과 중공군 사이에서 벌어진 마지막 전투이다.
425-406 고지를 최종 저항선으로 하여금 군사분계선이 확정되어 화천발전소와 백암산&적근산을 성공적으로 지킬 수 있었고 한국군은 전쟁기간 중공군과 교전한 최후의 전투에서 승리를 거머쥘 수 있었다. 이 전투에서 패하지 않음으로서 중부/동부 휴전선이 38선에서 38km (24 mi) 북상하게 되었다. 